# Triumph Silent Scouts
De Triumph Silent Scouts vormden een serie (voor die tijd) zware motorfietsen die het Britse merk Triumph produceerde van 1932 tot 1934.

## Voorgeschiedenis
Eind jaren twintig was Triumph begonnen met het moderniseren van haar motorblokken. De ontstekingsmagneet verhuisde van de voorkant van het blok naar de achterkant van de cilinder, waardoor de motor compacter werd. De total loss smering werd vervangen door een dry-sumpsysteem. De eerste kopklepmotoren voor "gewone klanten" verschenen en in 1930 kwam de eerste sloper-motor met het Model NSD De Luxe. De Triumph Model C-serie voorzag klanten van een groot scala 350- en 500cc-zij- en kopkleppers als sport- en toermotor en een 550cc-zijspantrekker. Voor de liefhebbers van de slopers kwamen de 350cc-modellen NM en CA en de 500cc-modellen NT en CD. Deze machines hadden de motorolie in een apart compartiment van het carter en konden worden geleverd met een Lucas-elektrische installatie en een groot instrumentenpaneel op het stuur. 

## Triumph Silent Scouts
In 1931 borduurde Triumph voort op het succes van de slopers met nieuwe 500- en 550cc-modellen. Zij kregen een nieuwe tandwielaandrijving voor de nokkenassen, die geheel omsloten was en stiller, wat de naam Silent Scout opleverde. Ze waren te laat klaar voor de Olympia Show van eind 1931, waardoor in maart 1932 een extra folder werd gedrukt om de Scouts te introduceren met de slogan "Quality, Comfort, Speed with Safety". Er waren opnieuw moderniseringen aangebracht. Zo kregen de machines (tegen meerprijs) snel verwijderbare beenkappen en het instrumentenpaneel verhuisde eind 1932 van het stuur naar de bovenkant van de tank. De afdekplaat aan de rechterkant van het blok, waar alleen het rempedaal, de voetsteun en de kickstarter doorheen staken, was ook snel verwijderbaar en werd bij de Scout BS niet geleverd om gewicht te sparen. De motorolie zat nog steeds in een apart deel aan de voorkant van het carter. Ook kregen de machines Triumph's eerste remlicht en het eerste full flow-oliefilter. 

### Triumph Scout A, B en BS
De Triumph Scout A was de 550cc-zijspantrekker met zijklepmotor, de Triumph Scout B was een 500cc-toermotor met kopklepmotor en de Triumph Scout BS was een 500cc-sportmotor met hetzelfde blok als de Scout B, maar met een iets hogere compressieverhouding waardoor de machine ook meer vermogen leverde. 

#### Motor
De motor was een dwarsgeplaatste, luchtgekoelde sloper. De Scout A had een zijklepmotor met een boring van 84 mm en een slag van 99 mm, waardoor de cilinderinhoud op 548,6 cc kwam. De Scout B en Scout BS hadden een kopklepmotor met stoterstangen. De boring was gelijk, maar de slag was slechts 89 mm, waardoor de cilinderinhoud 493,2 cc bedroeg. De magdyno (een combinatie van ontstekingsmagneet en dynamo) zat achter de cilinder, onder de Amal-carburateur. De magdyno werd in tegenstelling tot de Model C-serie weer ouderwets aan de rechterkant aangedreven. De machines hadden een dry-sump-smeersysteem met full flow-oliefilter en de olietank zat aan de voorkant van het carter. 

#### Transmissie
Aan de linkerkant van de krukas werd de primaire ketting, die nu in een oliebad draaide, aangedreven. Dan volgde de meervoudige natte plaatkoppeling en de vierversnellingsbak die handgeschakeld was en waar ook de kickstarter op zat. Het achterwiel werd door een ketting aan de linkerkant aangedreven. 

#### Rijwielgedeelte
De machines hadden een open brugframe met de motor als dragend deel en de Webb-type voorvork van Triumph zelf. Voor en achter zaten trommelremmen. Achtervering was er niet.

## Einde productie
Mede door de economische crisis van de jaren dertig bleven de verkoopaantallen laag. Van de Scout A werden 600 tot 800 exemplaren verkocht, van de Scout B ongeveer 1.000 en van de Scout BS minder dan 200. In 1932, het introductiejaar van de Silent Scouts, kwam topconstructeur Valentine Page over van Ariel naar Triumph. Hoewel Page bij Ariel onder leiding van Edward Turner ook wel slopers had ontworpen, raakte dit model uit de mode en toen Page's eerste eigen Triumph-modellen in 1934 verschenen was daar geen enkele sloper meer bij. De elf nieuwe modellen van dat jaar kregen tamelijk warrige type-aanduidingen: 
- 250 cc: Model 2/1 en Model 2/5
- 350 cc: Model 3/1 en Model 3/5
- 500 cc: Model 5/2, Model 5/4 en Model 5/5
- 550 cc: Model 5/1 en Model 5/3
- 650 cc: Model 6/1

## Technische gegevens
| Triumph                | Scout A                 | Scout B                 | Scout BS                |
| ---------------------- | ----------------------- | ----------------------- | ----------------------- |
| Periode                | 1932-1934               | 1932-1934               | 1932-1934               |
| Categorie              | Zijspantrekker          | Toermotor               | Sportmotor              |
| Motortype              | Zijklepmotor            | Kopklepmotor            | Kopklepmotor            |
| Bouwwijze              | Sloper                  | Sloper                  | Sloper                  |
| Koeling                | Lucht                   | Lucht                   | Lucht                   |
| Boring                 | 84 mm                   | 84 mm                   | 84 mm                   |
| Slag                   | 99 mm                   | 89 mm                   | 89 mm                   |
| Cilinderinhoud         | 548,6 cc                | 493,2 cc                | 493,2 cc                |
| Carburateur(s)         | Amal-carburateur        | Amal-carburateur        | Amal-carburateur        |
| Smeersysteem           | Dry-sump                | Dry-sump                | Dry-sump                |
| Fiscaal vermogen       | 5,48 pk                 | 4,93 pk                 | 4,93 pk                 |
| Primaire aandrijving   | Ketting                 | Ketting                 | Ketting                 |
| Koppeling              | Meervoudige natte plaat | Meervoudige natte plaat | Meervoudige natte plaat |
| Versnellingen          | 4                       | 4                       | 4                       |
| Secundaire aandrijving | Ketting                 | Ketting                 | Ketting                 |
| Rijwielgedeelte        | Open brugframe          | Open brugframe          | Open brugframe          |
| Voorvork               | Webb-type Triumph       | Webb-type Triumph       | Webb-type Triumph       |
| Achtervork             | Star                    | Star                    | Star                    |
| Remmen                 | Trommelremmen           | Trommelremmen           | Trommelremmen           |